# Kevin Lacroix
Pour les articles homonymes, voir Lacroix.
Kevin Lacroix est un pilote automobile né le 14 mars 1989  à Saint-Eustache, Québec, au Canada.
Il débute en karting en 1996 et remporte beaucoup de succès pendant neuf ans.
En 2005, il débute avec panache en automobile en Formule BMW USA, remportant quatre victoires à  Laguna Seca, Mid-Ohio, au Circuit Gilles-Villeneuve et au Barber Motorsports Park. Il termine deuxième au championnat .
En 2006, il passe en Star Mazda et termine à nouveau deuxième au championnat .
En 2007, il participe à huit des douze épreuves du championnat de Formule Atlantique, remportant une victoire à Portland et terminant 13e au classement des pilotes. 
En 2008, il fait la saison complète et termine à la neuvième place avec, comme meilleur résultat, une deuxième place à Road Atlanta.
En 2011, il remporte une manche du championnat québécois de Formule 1600 au circuit Mont-Tremblant.
En 2015, il débute en NASCAR Canadian Tire et l'emporte à son deuxième départ au circuit ICAR, puis une deuxième fois à son quatrième départ au Grand Prix de Trois-Rivières dans une finale extrêmement serrée aux dépens d'Andrew Ranger.